# Parafia Trójcy Przenajświętszej w Zambrowie

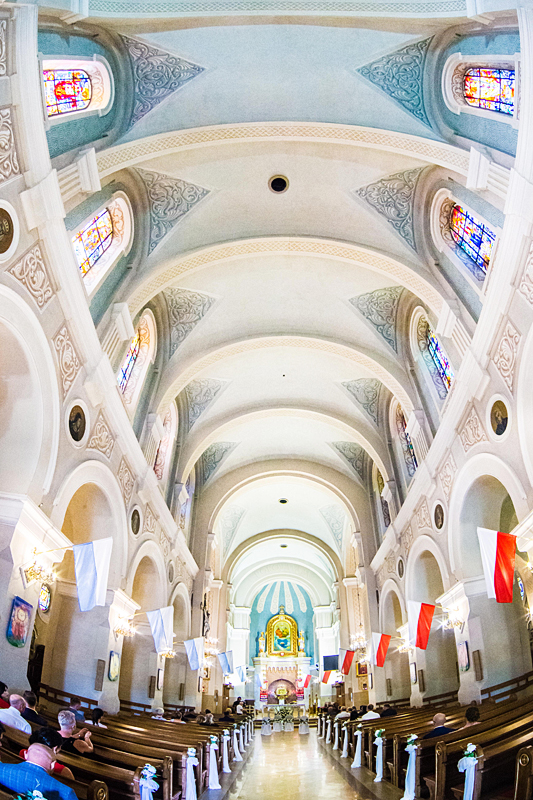
Wnętrze kościoła p.w.Trójcy Przenajświętszej w Zambrowie

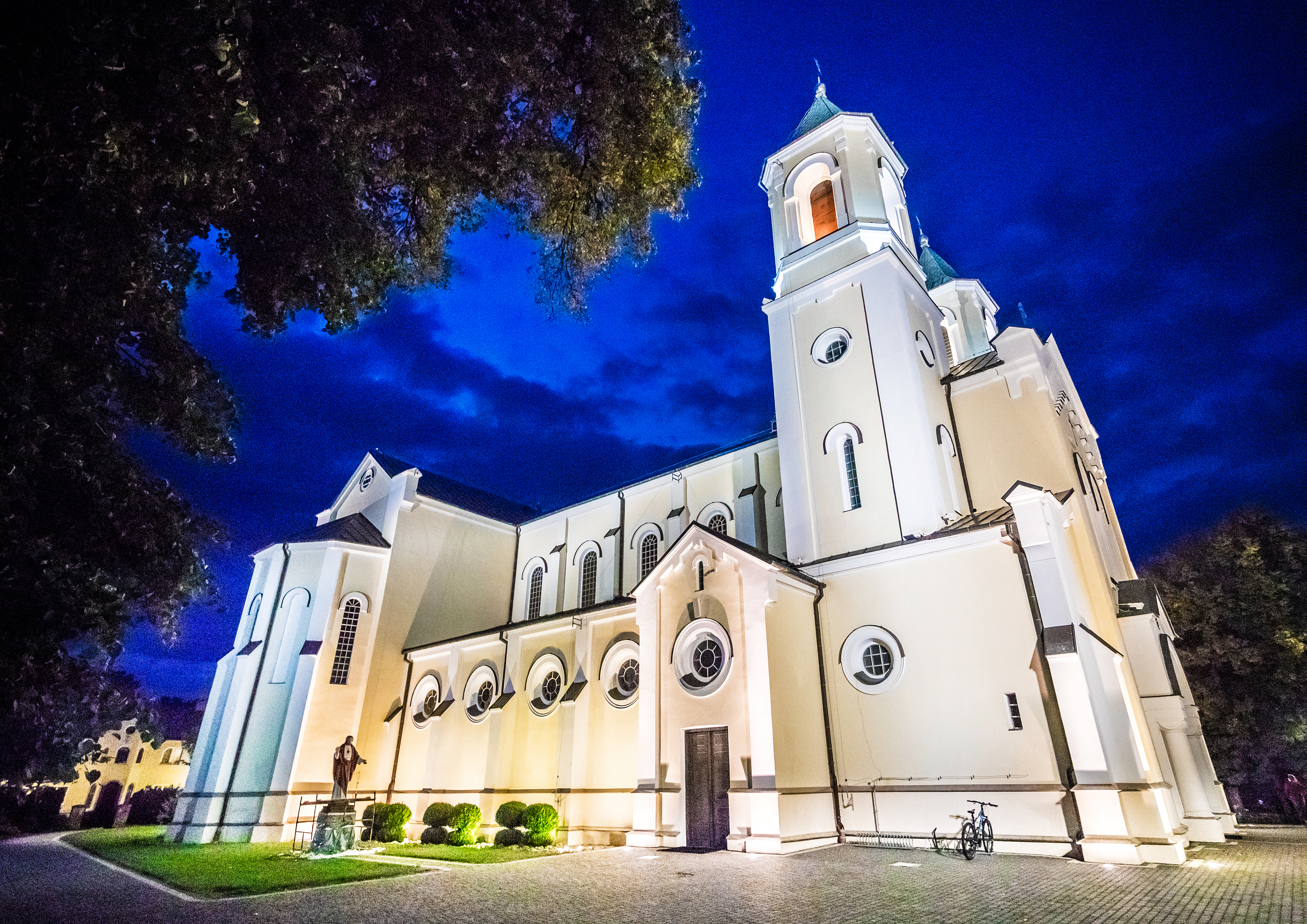
Kościół p.w. Trójcy Przenajświętszej w Zambrowie - widok w porze nocnej.

Parafia pw. Trójcy Przenajświętszej w Zambrowie – rzymskokatolicka parafia należąca do dekanatu Zambrów, diecezji łomżyńskiej, metropolii białostockiej.
Parafia jest siedzibą dekanatu Zambrów, a jej proboszcz piastuje także funkcję dziekana.

## Historia

### Powstanie parafii
Parafia Trójcy Przenajświętszej została erygowana 4 maja 1283 r. z fundacji Konrada II księcia Czerskiego i Mazowieckiego. W XIII wieku w okresie walk rusko-litewsko-polskich parafia przestała istnieć.
Wznowiono ją z fundacji księcia Janusza I pod koniec XIV, informacje o funkcjonowaniu wznowionej parafii pochodzą z 1466 r. 

## Miejsca święte

### Kościół parafialny
Niektóre źródła podają, że pierwotny kościół zniszczył pożar w 1538 r., następny zaś kościół służył wiernym do 1874 r. Obecny zabytkowy kościół murowany p.w. Trójcy Przenajświętszej został zbudowany w latach 1874–1879 staraniem ks. Pawła Makowskiego i ks. Aleksandra Mioduszewskiego. Świątynia została konsekrowana w dniu 4 czerwca 1925 r. przez ks. biskupa Romualda Jałbrzykowskiego. Podczas II wojny światowej budynek doznał poważnych zniszczeń, ale został odrestaurowany dzięki staraniom ks. prob. Aleksandra Srzednickiego.

#### Zabytkowy wystrój kościoła
Zasugerowano, aby ta sekcja została przeniesiona do artykułu Kościół Trójcy Przenajświętszej w Zambrowie.

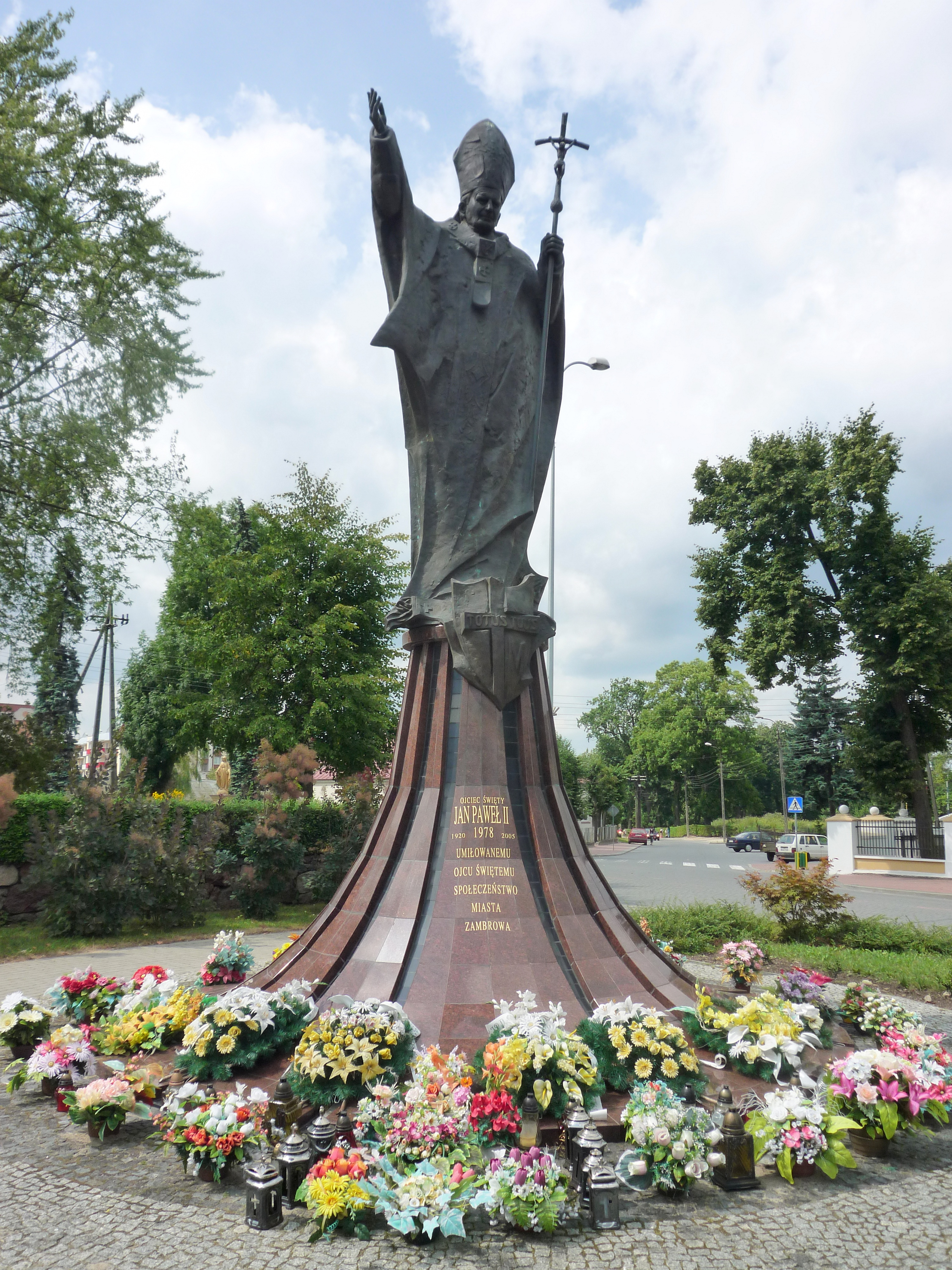
Pomnik papieża Jana Pawła II na placu przed kościołem parafialnym

- epitafium inskrypcyjne Macieja Laskowskiego (zm. 1543), ufundowane przez jego pasierba Jana Wysockiego herbu Odrowąż, sekretarza króla Zygmunta Augusta (tablica znajduje się w lewej nawie za konfesjonałem)

- epitafium inskrypcyjne Mateusza Krajewskiego (zm. 1760), ufundowana przez jego syna ks. Marcina Krajewskiego (proboszcza zambrowskiego)[4]

- epitafium inskrypcyjne Bartłomieja Laskowskiego (zm. 1652 r.), ufundowane w 1655 r. przez jego syna Stanisława Laskowskiego, wojewodę płockiego; przeniesione z nieistniejącego kościoła parafialnego
- epitafium inskrypcyjne Ignacego Jana Dąbrowskiego (zm. 1865 r.)
- epitafium inskrypcyjne Jana Mleczko (zm. 1868 r.) i jego żony Konstancji z Downarowiczów (zm. 1882 r.)
- monstrancja barokowa, ufundowana w 1698 r. przez proboszcza zambrowskiego ks. Adama Rostkowskiego
- kielich mszalny rokokowy z ok. 1600 r. (ofiarowany po 1641 r. przez Krzysztofa Koniecpolskiego, wojewodę bełskiego); obecnie używany jako puszka z pokrywą dorobioną ok. 1900 r.
- kielich mszalny, barokowy z XVIII w., podróżny
- kielich mszalny z poł. XIX w.
- kielich mszalny z pocz. XX w.
- puszka barokowa w 1626 r. ufundowana przez proboszcza Alberta Czaplicę
- puszka klasycystyczna z 1825 r.
- krzyż ołtarzowy, neobarokowy z końca XIX w.

### Cmentarz parafialny
Na terenie parafii znajduje się cmentarz grzebalny o powierzchni 4,0 ha w odległości 0,5 km od kościoła.

## Inne budowle parafialne i obiekty małej architektury sakralnej

### Plebania
Plebania murowana została wybudowana w latach 1986–1988.

## Obszar parafii

### Miejscowości i ulice
W granicach parafii znajdują się miejscowości:

- Grzymały,
- Krajewo Białe,
- Krajewo Borowe,
- Krajewo Korytki,
- Krajewo Łętowo,
- Krajewo Stare,
- Laskowiec Nowy,
- Laskowiec Stary,
- Sędziwuje,
- Wądołki Borowe,
- Wądołki Bućki,
- Wądołki Stare,
- Wdziękoń Pierwszy,
- Wdziękoń Drugi,
- Wola Zambrowska,
- Zakrzewo Nowe,
- Zakrzewo Stare

oraz ulice Zambrowa:

- Chopina,
- Cmentarna,
- Fabryczna,
- Grunwaldzka (nr nieparzyste),
- Handlowa,
- Kościuszki,
- Lipowa,
- Łąkowa,
- Łomżyńska (nr nieparzyste; nr parzyste 2 i 4),
- Mazowiecka,
- Mickiewicza,
- Moniuszki,
- Obrońców Zambrowa,
- Ogrodowa (do nr 22),
- Ostrowska,
- Polowa,
- Poświątne,
- 71 Pułku Piechoty,
- Raginisa,
- Sikorskiego (nr nieparzyste),
- Świętokrzyska,
- Wądołkowska,
- Wiejska,
- Wilsona (nr 1 i 5),
- Wojska Polskiego (nieparzyste  do nr 39; parzyste do nr 48);

## Duszpasterze

### Poprzedni proboszczowie
Proboszczowie pracujący w parafii od połowy XV w.:
- ks. Marcin z Idzikowic (ok. 1445) – pierwszy źródłowo potwierdzony proboszcz zambrowski[5]
- ks. Jan Bieliński, (ok. 1529–1545), kanonik katedralny płocki i kolegiaty warszawskiej, sekretarz królewski, późniejszy biskup płocki[6]
- ks. Scipion Włoch (Scipio Scholaris Italus) (1547–1550), sekretarz królewski, kanonik kolegiaty sandomierskiej[6]
- ks. Adam Pilichowski (1560–1587) sekretarz królewski, późniejszy biskup chełmski. Zatrzymał parafię zambrowską aż do śmierci.[7]
- ks. Paweł Maurycy Zaleski (1591–1601)[8]
- ks. Łukasz Stempnowski (1601–1616)[8]
- ks. Andrzej Gostkowski (1616–1619)[8]
- ks. Mikołaj Prodcielski (1619–1622), kanonik katedralny płocki[8]
- ks. Albert Czaplic (1622–1626)[5]
- ks. Jan Świerzewski (1627–1631)[8]
- ks. Marcin Gumowski (1631–1635), kanonik katedralny płocki[8]
- ks. Jan Pruszkowski (1635–1638)[8]
- ks. Jan Markiewicz (1638–1676), kanonik kolegiaty pułtuskiej[8]
- ks. Franciszek Pełka-Pełkacki (1676–1696), kanonik kolegiaty pułtuskiej[8]

w jego nieobecności parafią zarządzali:
- - ks. Wojciech Antoni Cholewiński (1676)[8]
  - ks. Wojciech Ostrowski (1676–1678)[8]
  - ks.  Szymon Stanisław Grzymała (1678–1682) proboszcz puchalski[8]
  - ks. Jan Stefan Lissowski (1682–1687)[8]
  - ks. Andrzej Mętnowski (1687–1691)[8]
  - ks. Kazimierz Jan Wądołkowski (1691–1696)[8]
  - ks. Urban Jan Mętnowski (1696)[8]
- ks. Adam Andrzej Rostkowski (1696–1710), kanonik katedralny płocki[8]
- ks. Urban Jan Mętnowski (1710–1712)[8]
- ks. Joachim Józef Krajewski (1712–1718)[8]
- ks. Grzegorz Antoni Dziekoński (1718–1726)[8]
- ks. Mateusz Franciszek Łada (1726–1744) dziekan andrzejewski[8]

w jego nieobecności parafią zarządzał: 
- - ks.Tomasz Targoński  (1743–1744)[8]
- ks. Stanisław Franciszek Grzymała (1745–1767), kanonik katedralny płocki, późniejszy dziekan łomżyński, proboszcz drozdowski[8]
- ks. Marcin Krajewski (1767–1809) kanonik katedralny płocki
- ks. Stanisław Kostka Choromański (1809–1836), od 1828 r. jednocześnie biskup pomocniczy sejneński i oficjał biskupi, w 1836 mianowany arcybiskupem warszawskim
- ks. Antoni Kaskowski (1836–1838)
- ks. Wincenty Wojciechowski (1838–1854) kanonik honorowy łowicki
- ks. Paweł Makowski (1855–1876) prałat archidiakon katedralny sejneński
- ks. Bartłomiej Piekarski (1876–1885)
- ks. Piotr Włostowski (1885–1913)
- ks. Wincenty Zieliński (1913–1924)
- ks. Aleksander Misiewicz (1924–1940)
- ks. Aleksander Srzednicki (1940–1946)
- ks. Franciszek Łapiński (1946–1956)
- ks. Henryk Kulbat (1956–1984), prałat kanonik katedralny łomżyński
- ks. Józef Milanowski (1984–1998), prałat kanonik katedralny łomżyński
- ks. Henryk Gołaszewski (1998–2004), prałat kanonik katedralny łomżyński
- ks. Jan Lucjan Grajewski (1 lipca–13 września 2004), prałat kanonik katedralny łomżyński
- ks. dr Jerzy Samsel (2004–2018), prałat kanonik katedralny łomżyński
- ks. Zbigniew Choromański (2018-2020), kanonik katedralny łomżyński
- ks. dr Wojciech Nowacki (od 25.08.2020), prałat kanonik katedralny łomżyński, wykładowca WSD w Łomży, Rektor WSD w Łomży w latach 2006-2012